# 三菱Galant Coupe FTO
三菱Galant Coupe FTO（日语：三菱・ギャランクーペFTO）乃日本三菱汽車在1971年至1975年間製造發售的雙門硬頂小跑車。關於車名的由來，「FTO」為義大利語「Fresco Turismo Omologato」的縮寫，表示「擁有公認新鮮感受的車子」之意。

## 概要與歷史
1971年 - 11月正式發表上市，可視為三菱Galant GTO的縮小版，特色在於C柱（屬於硬頂式設計，故沒有B柱）以後介於斜背和凹背之間的車尾曲線設計。該車款有許多部件與Galant車系共用：引擎蓋來自第一代三菱Colt Galant，車門則與第一代Colt Galant硬頂車型、Galant GTO、第二代Galant硬頂車型等共用。動力心臟亦流用Galant車系的1.4L直列四缸OHV 4G41型引擎，搭配四速手排變速箱。
1973年 - 2月實行小改款，改成搭載1.4L直列四缸OHV 4G33/G33B型引擎，且追加馬力更大的1.6L直列四缸SOHC 4G32型引擎。1.4L的「EL」、［GL」車型搭配四速手排變速箱，1.4L的「SL」車型及1.6L全車型則是五速手排變速箱。同年10月，修改進氣格柵的顏色及方向盤的喇叭飾蓋。
1974年 - 10月縮編全車系，1.4L版本有「GL」、「SL-5」等二種車型，1.6L版本則有「SL-5」、「GS-R」等二種車型。
1975年 - 3月宣告停產，總共製造售出了54,820輛。

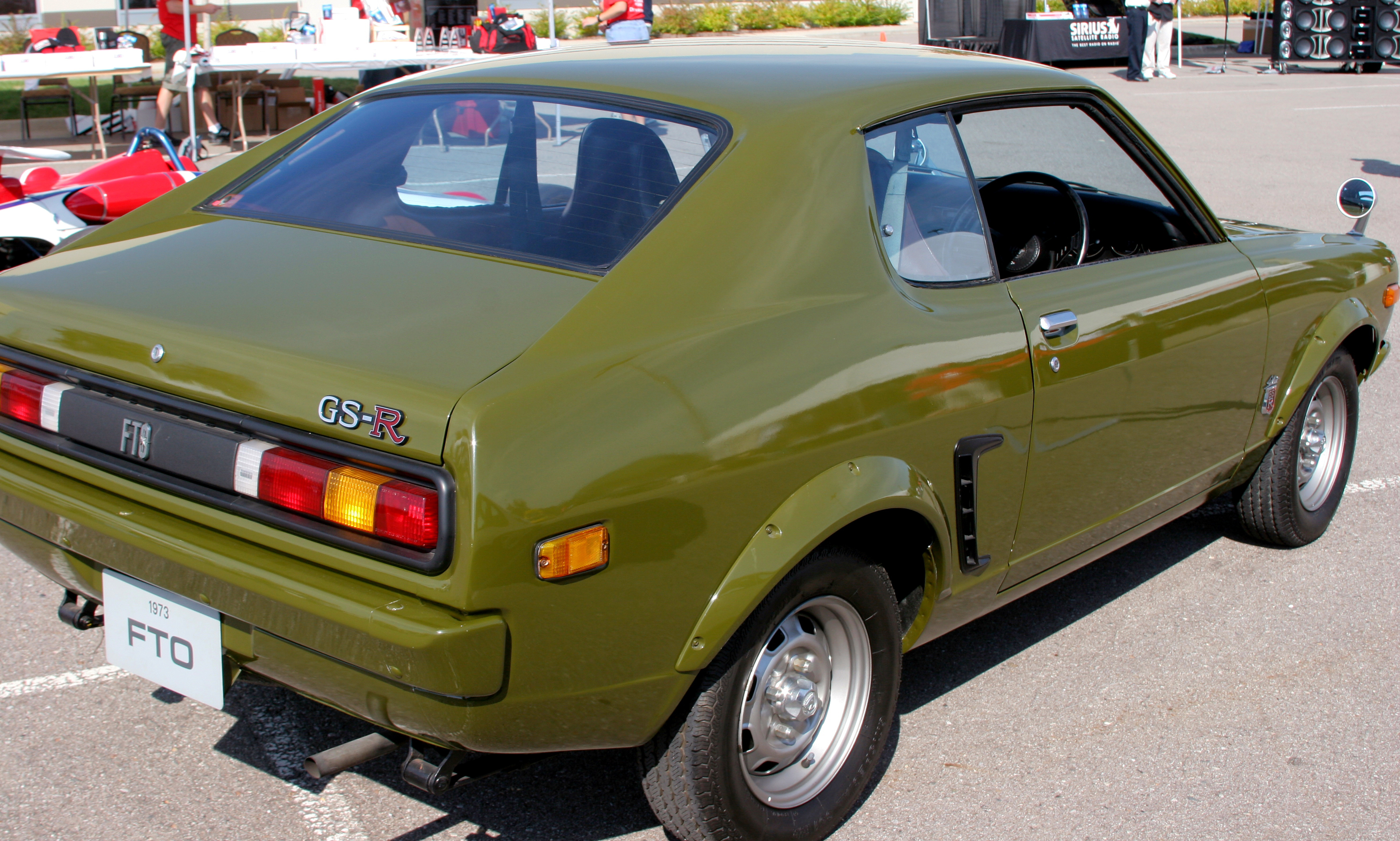
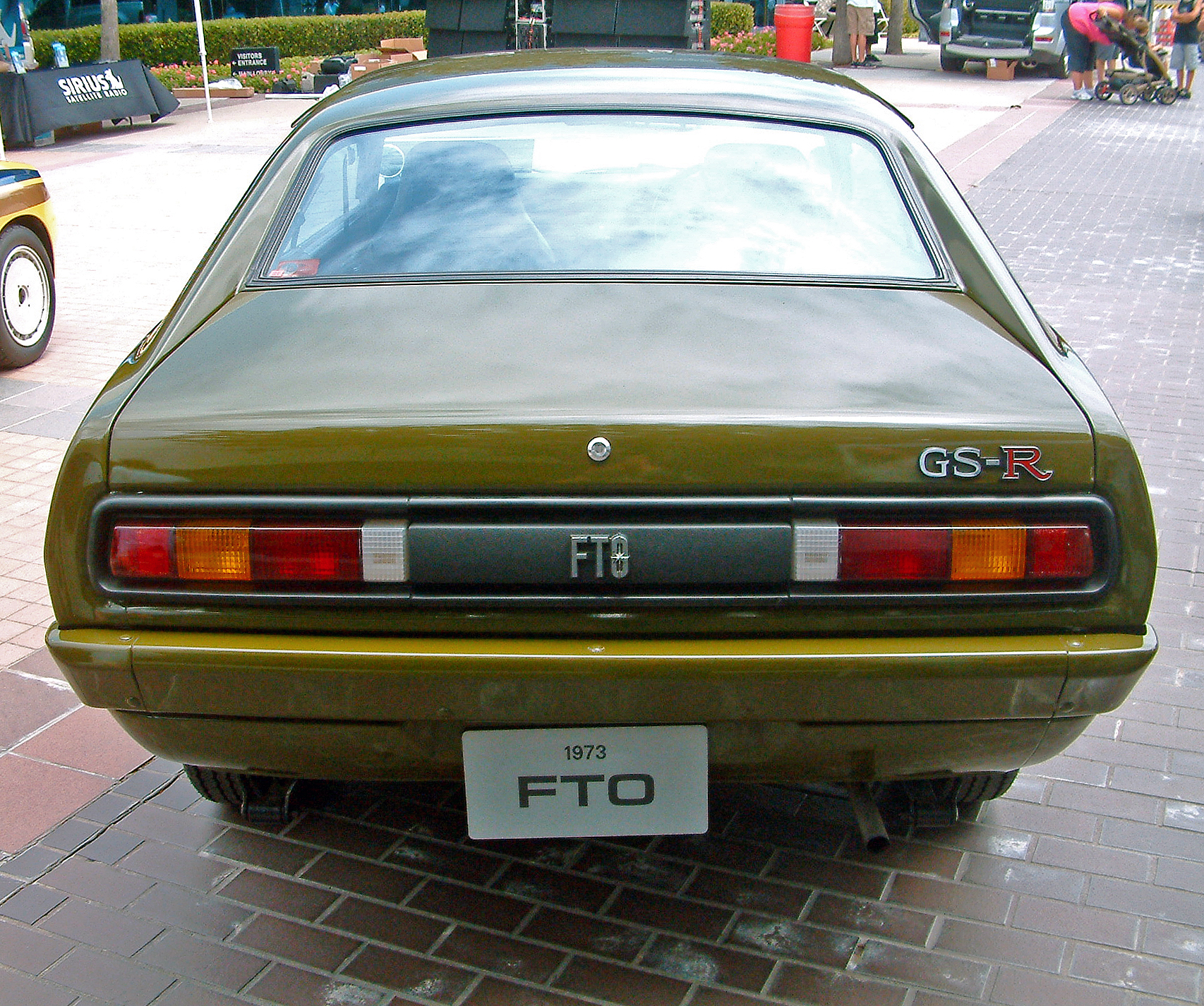

## 外部連結
- （日語）Webモーターマガジン：【昭和の名車 48】三菱 ギャランクーペFTO 1600GSR（昭和48年：1973年） （页面存档备份，存于）